# ريان موراي (لاعب كريكت)
ريان موراي (30 مارس 1998 - ) (بالإنجليزية: Ryan Murray)‏ هو لاعب كريكت زيمبابوي.

## وصلات خارجية
- ريان موراي على موقع إي آس بي آن كريك إنفو (الإنجليزية)